# Protocolos Bluetooth
Bluetooth utiliza varios protocolos.

## L2CAP
L2CAP, siglas de Logical Link Control and Adaptation Protocol (Protocolo de control y adaptación del enlace lógico) es utilizado dentro de  la pila de protocolos de Bluetooth. L2CAP se utiliza para pasar paquetes con y sin orientación a la conexión a sus capas superiores incluyendo tanto al Host Controller Interface (HCI) como directamente al gestor del enlace.
Las funciones de L2CAP incluyen:
- Segmentación y reensamblado de paquetes. Acepta paquetes de hasta 64KB de sus capas superiores.
- Multiplexación de varias fuentes de paquetes, comprobando el protocolo de las capas superiores para así adaptarlo antes del reensamblaje.
- Proporcionar una buena gestión para la transmisión unidireccional a otros dispositivos bluetooth.
- Gestión de la calidad de servicio (QoS), del inglés Quality of service; para los protocolos de las capas superiores. En esta fase negocia el tamaño máximo del campo de datos de las tramas. Con ello, evita que algún dispositivo envíe paquetes tan grandes que puedan desbordar al receptor.

L2CAP se utiliza para comunicarse sobre el acoplamiento ACL del anfitrión, y su conexión se establece después de que el enlace ACL haya sido configurado.

## RFCOMM
RFCOMM es la abreviatura del término inglés Radio Frequency Communication (Comunicación por radiofrecuencia). El protocolo RFCOMM es un conjunto simple de protocolos de transporte, construido sobre el protocolo L2CAP; y que proporciona sesenta conexiones simultáneas para dispositivos bluetooth emulando puertos serie RS-232. El protocolo está basado en el estándar ETSI TS 07.10.
RFCOMM es a menudo denominado emulación de puertos serie. El puerto serie de Bluetooth está basado en este protocolo.